# Laphria aureola
Laphria aureola là một loài ruồi trong họ Asilidae. Laphria aureola được Wulp miêu tả năm 1872. Loài này phân bố ở miền Ấn Độ - Mã Lai.